# Technomyrmex nitidulans
Technomyrmex nitidulans é uma espécie de formiga do gênero Technomyrmex.